# Hana Pastejříková
Hana Pastejříková, née le 2 mars 1944 à Prague, est une actrice tchèque.

## Biographie
Membre de la troupe du Divadlo za branou, elle joue dans de nombreux films, téléfilms et séries en langue tchèque mais aussi en allemand, tel dans la mini-série Ein Stück Himmel (de) en 1982.

## Filmographie
Cinéma
- 1962 : Vánice
- 1964 : Malá kupovitá oblačnost
- 1965 : Délka polibku devadesát
- 1965 : Nikdo se nebude smát
- 1966 : Slečny přijdou později
- 1967 : Přísně tajné premiéry
- 1972 : Et je salue les hirondelles
- 1973 : Hriech Kataríny Padychovej
- 1975 : Tam, kde hnízdí čápi
- 1976 : Léto s kovbojem
- 1979 : A pobežím až na kraj sveta
- 1979 : Jak rodí chlap
- 1980 : Cukrová bouda
- 1981 : Velké malé vody
- 1982 : Šílený kankán
- 1984 : Rumburak
- 1985 : Pohádka o Malíčkovi
- 1985 : ...nebo být zabit
- 1986 : Bloudění orientačního běžce
- 1986 : Lev s bílou hřívou
- 1987 : Náhodou je príma!
- 2001 : The Zookeeper

Téléfilms
- 1965 : Drahomíra
- 1971 : Zojka a Valerija
- 1972 : Pan Tomšík
- 1975 : Nadívaní hlemýždi po gaskoňsku
- 1979 : Majka tárajka
- 1982 : Příjemce platí v dolarech
- 1989 : Chtěla bych ten strom

Séries télévisées
- 1971 : A Pozdravuji Vlastovky
- 1973 : Hriech Katariny Padychovej
- 1974 : Bakaláři (saison 3, épisode 21)
- 1977 : Žena za pultem (épisode 11)
- 1979 : A Ppbezim az na Kraj Sveta
- 1979-1980 : Bakaláři (saison 8, épisodes 66 et 33 ; saison 9, épisode 17)
- 1979 : Třicet případů majora Zemana (saison 3, épisode 9)
- 1982 : Ein Stück Himmel (mini-série)
- 1982 : Malý pitaval z velkého města (épisode 7)
- 1985 : Synové a dcery Jakuba skláře (épisode 1)
- 1989 : Roky prelomu (épisodes 3 et 5)
- 2000 : Ranč U Zelené sedmy (saison 2, épisodes 1 à 14)

Courts-métrages
- 1965 : Motýl (film étudiant)
- 1973 : Případ (film étudiant)